# Plan înclinat
Planul înclinat este în mecanică o suprafață plană care formează un anumit unghi cu orizontala. 
Acesta este utilizat la ridicarea maselor (obiectelor grele) la o anumită înălțime folosindu-se o forță mai mică decât în cazul ridicării lor pe direcție verticală. Totuși trebuie menționat, că lucrul mecanic efectuat nu devine mai mic, deși rămâne neschimbat. Planul înclinat aparține în teoria mecanicii de categoria "mașini simple", la fel ca pârghia, scripetele sau șurubul. Aplicații curente ale planului înclinat sunt serpentinele de drumuri din munți pentru urcarea și coborârea vehiculelor, sau șurubul - ca un cilindru cu un plan înclinat prăguit și înfășurat elicoidal în jurul său.
Planul înclinat este planul care cu orizontala formează un unghi ascuțit.

## Calculul planului înclinat
Se notează:
- h - înălțimea planului înclinat;
- l - lungimea planului;

Un corp pe planul înclinat

- b - lungimea bazei planului (proiecția pe verticală a lungimii planului);
- G - greutatea corpului de ridicat;
- GN = mgcosθ - componenta normală a greutății corpului de ridicat;
- GT = mgsinθ - componenta tangențială a greutății;
- μ - coeficientul de frecare dintre corpul de ridicat și planul înclinat;
- θ - unghiul planului înclinat cu orizontala.

Formulă uzuală:
{\displaystyle F_{N}=G\cdot \cos \theta =G\cdot {\frac {b}{l}}}
{\displaystyle F_{T}=G\cdot \sin \theta =G\cdot {\frac {h}{l}}}